# Clubmen

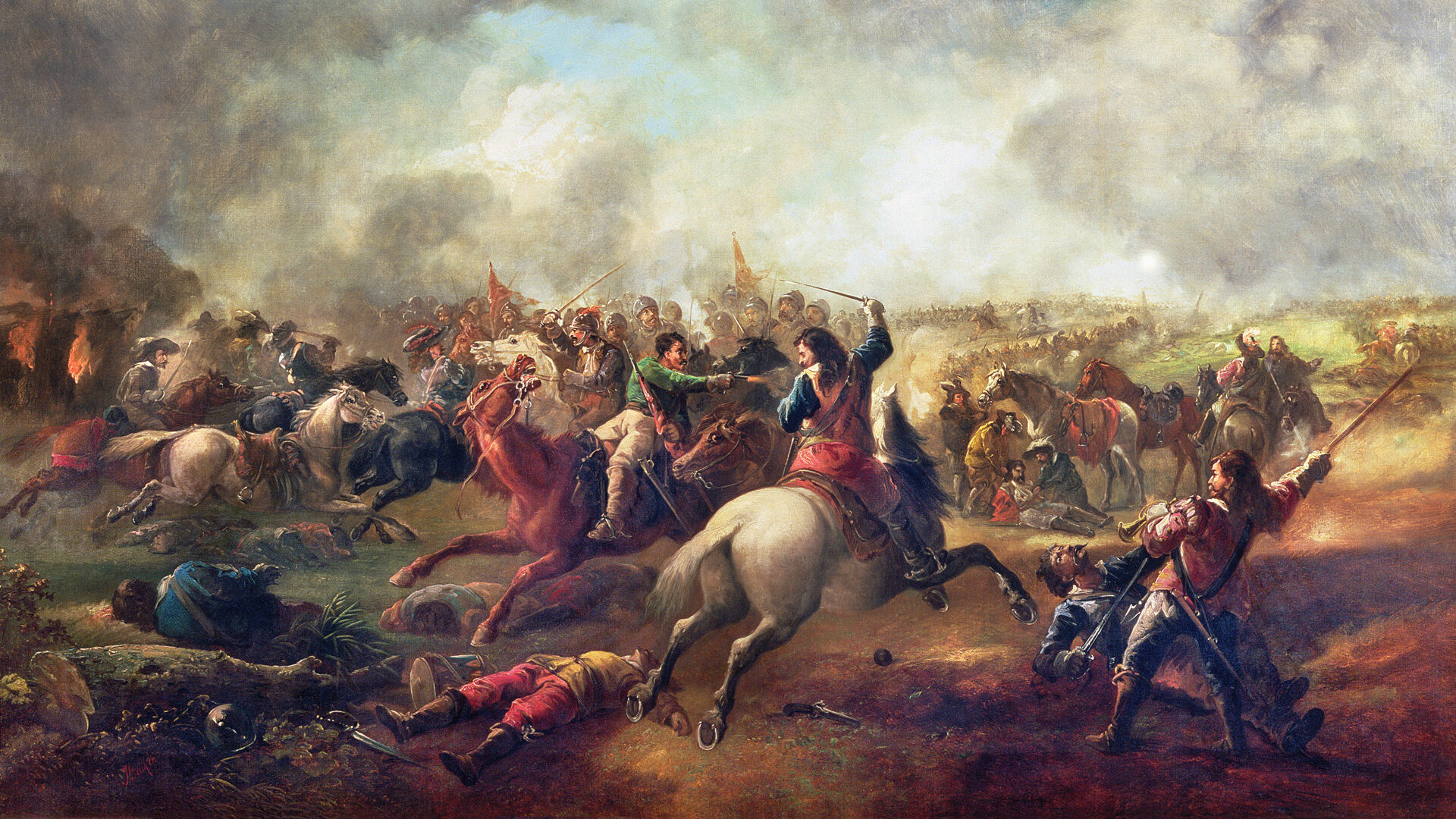
La Bataille de Marston Moor, en 1644, pendant la Guerre civile anglaise. S'y affrontent royalistes et parlementaires.

Les clubmen sont des bandes locales de miliciens qui tentent de protéger leurs localités contre les excès des armées des deux camps (royalistes et parlementaires) pendant la Guerre civile anglaise (1642-1651). Ces hommes s’unissent pour éviter que leurs femmes et leurs filles ne soient violées par des soldats. Ils sont eux-mêmes recrutés de force pour se battre sous les bannières des deux camps, leurs récoltes et leurs biens sont endommagés ou saisis par les armées, et leur vie menacée par les soldats, pillards, déserteurs ou réfugiés. Comme leur nom l'indique, ils étaient pour la plupart armés de gourdins (club), de fléaux, de faux et de faucilles attachées à de longues perches. Ils étaient sinon non armés. 
Au début, les clubmen se sont spontanément organisés en réponse aux actions des soldats dans leurs localités. Mais au fur et à mesure que la guerre continuait, des membres de la noblesse et des ecclésiastiques locaux structuraient les clubmen, qui devaient être pris en compte par les deux camps lors de la planification d'une campagne ou de la mise en garnison de troupes dans certaines zones, notamment dans le sud et l'ouest. Les clubmen, qui se distinguaient par des rubans blancs sur leur chapeau, appartenaient à un parti tiers, ni royaliste, ni parlementaire. Ils ont été sévèrement réprimés par les autorités des deux camps. Bien que Lord Fairfax ait rencontré des clubmen et négocié avec eux, il a fini par agir à leur encontre. 

## Déclaration de Woodbury
Des clubmen organisés dans le Worcestershire se sont réunis à Woodbury Hill le 5 mars 1645 et, sous la direction de Charles Nott, le pasteur de Shelsley a rédigé la déclaration de Woodbury, qui proteste contre la « ruine totale provoquée par les outrages et la violence du soldat ; menaçant de brûler nos maisons ; essayant de ravir nos femmes et nos filles et menaçant nos personnes ». Ils présentent leur déclaration à Henry Bromley (de Holt), le shérif de Worcestershire, un royaliste. 
Dans le Dorset, le 2 août 1645, le colonel Charles Fleetwood a encerclé et dispersé 1000 clubmen à Shaftesbury  Cromwell a rencontré une résistance plus sévère en attaquant un groupe plus important dans l'ancienne colline de Hambledon Hill  En une heure de combat, ses troupes ont tué 60 clubmen et en ont capturé 400, dont la moitié été blessée. Ils sont gardés captifs dans l'église de Shroton. Des sources parlementaires ont affirmé que ces hommes ont été excités par des « prêtres malins », car des vicaires et des curés figuraient parmi les captifs. Ceux qui ont prêté serment au Covenant ont été libérés par la suite, et les autres ont été envoyés à Londres. 

## Voir également
- Accord de Bunbury (en)
- Guerre Cudgel (en)